# Lista de prefeitos de Porecatu
Esta é a lista de prefeitos da cidade de Porecatu, estado brasileiro do Paraná.
| Nº | Nome                                 | Partido | Vice-Prefeito                                   | Eleição    | Início do Mandato       | Fim do Mandato         | Observações                           | Ref.  |
| -- | ------------------------------------ | ------- | ----------------------------------------------- | ---------- | ----------------------- | ---------------------- | ------------------------------------- | ----- |
| 1  | Ângelo Ninno                         | PSD     | —                                               |            | 10 de fevereiro de 1947 | 30 de janeiro de 1951  | Primeiro prefeito                     | [ 2 ] |
| 2  | Luiz Ambrósio Di Migueli             | PR      | —                                               |            | 31 de janeiro de 1951   | 30 de janeiro de 1955  |                                       | [ 2 ] |
| 3  | Aniz Zaquir                          | UDN     | —                                               | 03/10/1955 | 31 de janeiro de 1955   | 30 de janeiro de 1959  |                                       | [ 2 ] |
| 4  | Luiz Ambrósio Di Migueli             | PR      | —                                               | 04/10/1959 | 31 de janeiro de 1960   | 30 de janeiro de 1964  | 2º mandato                            | [ 2 ] |
| 5  | Bento Pereira Louzada                | PDC     | Amadeu Fidelis de Moura (1)                     | 06/10/1963 | 31 de janeiro de 1964   | 30 de janeiro de 1969  |                                       | [ 2 ] |
| 6  | Dario Di Migueli Lunardelli          | ARENA   | Nelson Puig de Mello                            | 15/11/1968 | 31 de janeiro de 1969   | 30 de janeiro de 1973  |                                       | [ 2 ] |
| 7  | José Jabur                           | ARENA   | Raul Walter do Amaral Shier                     | 15/11/1972 | 31 de janeiro de 1973   | 31 de janeiro de 1977  |                                       | [ 2 ] |
| 8  | Dario Di Migueli Lunardelli          | ARENA   | Romeu Wiederkehr                                | 15/11/1976 | 1° de fevereiro de 1977 | 31 de janeiro de 1983  | 2º mandato                            | [ 2 ] |
| 9  | José Jabur                           | PDS     | Wladimir Trunkle                                | 15/11/1982 | 1° de fevereiro de 1983 | 31 de dezembro de 1988 | 2º mandato                            | [ 2 ] |
| 10 | Ademar Pícolo                        | PMDB    | Ademar Barros                                   | 15/11/1988 | 1º de janeiro de 1989   | 31 de dezembro de 1992 |                                       | [ 2 ] |
| 11 | José Jabur                           | PP      | Agamenon Newton Paduan                          | 03/10/1992 | 1º de janeiro de 1993   | 31 de dezembro de 1996 | 3º mandato                            | [ 2 ] |
| 12 | Neusa Maria Damaso Marciliano Campos | PTB     | Vicente Fontanêz                                | 03/10/1996 | 1º de janeiro de 1997   | 31 de dezembro de 2000 |                                       | [ 2 ] |
| 13 | Dionísio Santos de Souza             | PT      | Osvaldo Miguel Sana (PT)                        | 01/10/2000 | 1º de janeiro de 2001   | 31 de dezembro de 2004 |                                       | [ 2 ] |
| 14 | Dario Di Migueli Lunardelli          | DEM     | Maria Neusa dos Santos Pícolo                   | 03/10/2004 | 1º de janeiro de 2005   | 31 de dezembro de 2008 | 3º mandato                            | [ 2 ] |
| 15 | Walter Tenan                         | PMDB    | Sônia Maria Santana Volpato, Sônia Jazon (PMDB) | 05/10/2008 | 1º de janeiro de 2009   | 31 de dezembro de 2012 |                                       | [ 2 ] |
| 15 | Walter Tenan                         | PSDB    | Sônia Maria Santana Volpato, Sônia Jazon (PMDB) | 07/10/2012 | 1º de janeiro de 2013   | 31 de dezembro de 2016 | 2º mandato                            | [ 2 ] |
| 16 | Fábio Luiz Andrade, Fabinho          | DEM     | Carlos Alberto Dias, Carlinhos                  | 04/10/2016 | 1º de janeiro de 2017   | 31 de dezembro de 2020 |                                       | [ 2 ] |
| 16 | Fábio Luiz Andrade, Fabinho          | PSD     | Agamemnon Augusto Araújo Paduan                 | 04/10/2020 | 1º de janeiro de 2021   | 31 de dezembro de 2024 | 2º mandato                            | [ 2 ] |
| 17 | Agamenon Augusto Araújo Paduan, Gamê | UNIÃO   | Osmar de Oliveira                               | 06/10/2024 | 1° de janeiro de 2025   | Atualidade             | Prefeito eleito em sufrágio universal | [ 2 ] |

(1) Amadeu Fidelis de Moura não foi diretamente eleito, mas escolhido entre os membros da câmara de vereadores.
O cargo de vice-prefeito só foi criado em 1967.